# Linnélärjungarnas resor
Carl von Linné hade hundratalet studenter under sin tid i Uppsala. Av dessa var det cirka 20 som reste utomlands på Linnés uppdrag och han kallade dessa för hans apostlar eller lärjungar och fungerade som ambassadörer för Linné och hans sexualsystem. Lärjungarna publicerade reseskildringar och skrev vetenskapliga rapporter som väckte stort uppseende. Intresset var stort även utanför den vetenskapliga världen.
Hur farligt och slitsamt det var att företa dessa resor under dessa år, förstår man av hur många som dog utomlands. Rent generellt kan man säga att de av lärjungarna som uppehöll sig längre tid i fuktiga och heta klimatområden klarade sig sämre, än de som besökte områden med medelhavsklimat eller tempererat klimat. 

## Urval av resor
Nedan följer en lista på några av Linnelärjungarnas resor.
- Christoffer Tärnström 1746 Död i Sydkinesiska havet
- Pehr Kalm 1748-1751 Nordamerika
- Fredrik Hasselquist 1749-1752 Egypten, Palestina, Syrien. Död i Smyrna
- Olof Torén 1750-1752 Guangdong (Kina)
- Pehr Osbeck 1750-1752 Guangdong (Kina)
- Pehr Löfling 1754-1756 Spanien, Venezuela Död i Venezuela
- Daniel Rolander 1755 Surinam, expeditionen avbruten i förtid
- Anton Rolandsson Martin 1758 Spetsbergen
- Fredrik Adler 1761 Död på Java
- Pehr Forsskål 1761-1763 Egypten, Syrien, Röda havet. Död i Jemen
- Anders Sparrman 1765-1767, 1772-1777, 1787. Kina, Cooks andra världsomsegling, Senegal
- Daniel Solander 1768-1772 Cooks första världsomsegling, Island
- Johan Peter Falck 1768-1774 Ryssland. Död i Kazan, Ryssland
- Carl Peter Thunberg 1772-1775, 1775- 1776, 1777- 1778. Sydafrika, Japan, Java, Ceylon
- Andreas Berlin 1773 Död i Guinea
- Göran Rothman 1773-1774 Libyen
- Adam Afzelius 1792-1796 Sierra Leone